# Liste des conseillers départementaux de la Nièvre
Pour un article plus général, voir Conseil départemental de la Nièvre.
Le Conseil départemental de la Nièvre est composé de trente-quatre conseillers départementaux.

## Composition du conseil départemental de la Nièvre 2011-2015
| Groupes                                             | Sigle | Élus |
| --------------------------------------------------- | ----- | ---- |
| Socialiste et apparentés (23 sièges)                |       |      |
| Parti socialiste                                    | PS    | 20   |
| Parti communiste français                           | PCF   | 1    |
| Divers gauche                                       | DVG   | 1    |
| Sans étiquette                                      | SE    | 1    |
| Rassemblement pour l’Avenir de la Nièvre (9 sièges) |       |      |
| Union pour un mouvement populaire                   | UMP   | 5    |
| Divers droite                                       | DVD   | 4    |
| Président du conseil général                        |       |      |
| Patrice Joly (PS)                                   |       |      |

## Composition du conseil départemental de la Nièvre 2015-2021
Le conseil départemental de la Nièvre est composé de 34 membres répartis en trois groupes politiques. Le président est Patrice Joly.
| Parti                                  | Élus |
| -------------------------------------- | ---- |
| Majorité (20 sièges)                   |      |
| Vivre la Nièvre (PS et alliés)         | 20   |
| Opposition (14 sièges)                 |      |
| La Nièvre s'engage (LR, UDI et alliés) | 8    |
| Nièvre à venir (sans-étiquette)        | 4    |
| Vacants                                | 2    |

## Liste des conseillers départementaux
| No | Canton                        | Conseillers                             | Groupe politique         |  |
| -- | ----------------------------- | --------------------------------------- | ------------------------ |  |
| 1  | La Charité-sur-Loire          | Blandine Delaporte Jacques Legrain      | Vivre la Nièvre          |  |
| 2  | Château-Chinon                | Michèle Dardant Patrice Joly            | Vivre la Nièvre          |  |
| 3  | Clamecy                       | Catherine Mer Philippe Nolot            | La Nièvre s'engage       |  |
| 4  | Corbigny                      | Anne Verin Fabien Bazin                 | Vivre la Nièvre          |  |
| 5  | Cosne-Cours-sur-Loire         | Anne-Marie Chêne Michel Veneau          | La Nièvre s'engage       |  |
| 6  | Decize                        | Nathalie Forest Alain Lassus            | Vivre la Nièvre          |  |
| 7  | Fourchambault                 | Stéphanie Bézé Alain Herteloup          | Vivre la Nièvre          |  |
| 8  | Guérigny                      | Annulation de l'élection                | Annulation de l'élection |  |
| 9  | Imphy                         | Daniel Barbier Joëlle Julien            | Vivre la Nièvre          |  |
| 10 | Luzy                          | Jocelyne Guérin Michel Mulot            | Vivre la Nièvre          |  |
| 11 | Nevers-1 (ex : Nevers-Nord)   | Maryse Augendre Jean-Louis Balleret     | Vivre la Nièvre          |  |
| 12 | Nevers-2 (ex : Nevers-Est)    | Delphine Fleury Daniel Bourgeois        | Vivre la Nièvre          |  |
| 13 | Nevers-3 (ex : Nevers-Centre) | Carole Boirin Daniel Rostein            | La Nièvre s'engage       |  |
| 14 | Nevers-4 (ex : Nevers-Sud)    | Myrianne Bertrand Philippe Morel        | Nièvre à venir           |  |
| 15 | Pouilly-sur-Loire             | Pascale De Mauraige Thierry Flandin     | La Nièvre s'engage       |  |
| 16 | Saint-Pierre-le-Moûtier       | Vanessa Louis-Sidney Guy Hourcabie      | Vivre la Nièvre          |  |
| 17 | Varennes-Vauzelles            | Fabienne Grandcler Jean-François Dubois | Nièvre à venir           |  |